# آب‌بازشناسی

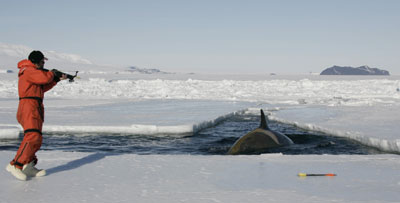
یک پژوهشگر یک دارت بیوپسی را به سوی یک اورکا شلیک می‌کند. دارت تکه کوچکی از پوست نهنگ را جدا می‌کند و بدون آسیب از روی جانور پرتاب می‌کند.

آب‌بازشناسی (به انگلیسی: Cetology) یا نهنگ‌شناسی (whaleology) (که همچنین به عنوان فرهنگ نهنگ‌ها شناخته می‌شود)، شاخه‌ای از علوم پستانداران دریایی است که تقریباً هشتاد گونه از نهنگها، دلفین‌ها و گرازهای دریایی را در راسته علمی آب‌بازسانان مطالعه می‌کند. آب‌بازشناسان، یا کسانی که آب‌بازشناسی را تمرین می‌کنند، به دنبال درک و توضیح فرگشت، پراکندگی، ریخت‌شناسی، رفتار، پویایی جامعه و دیگر موضوع‌ها هستند.

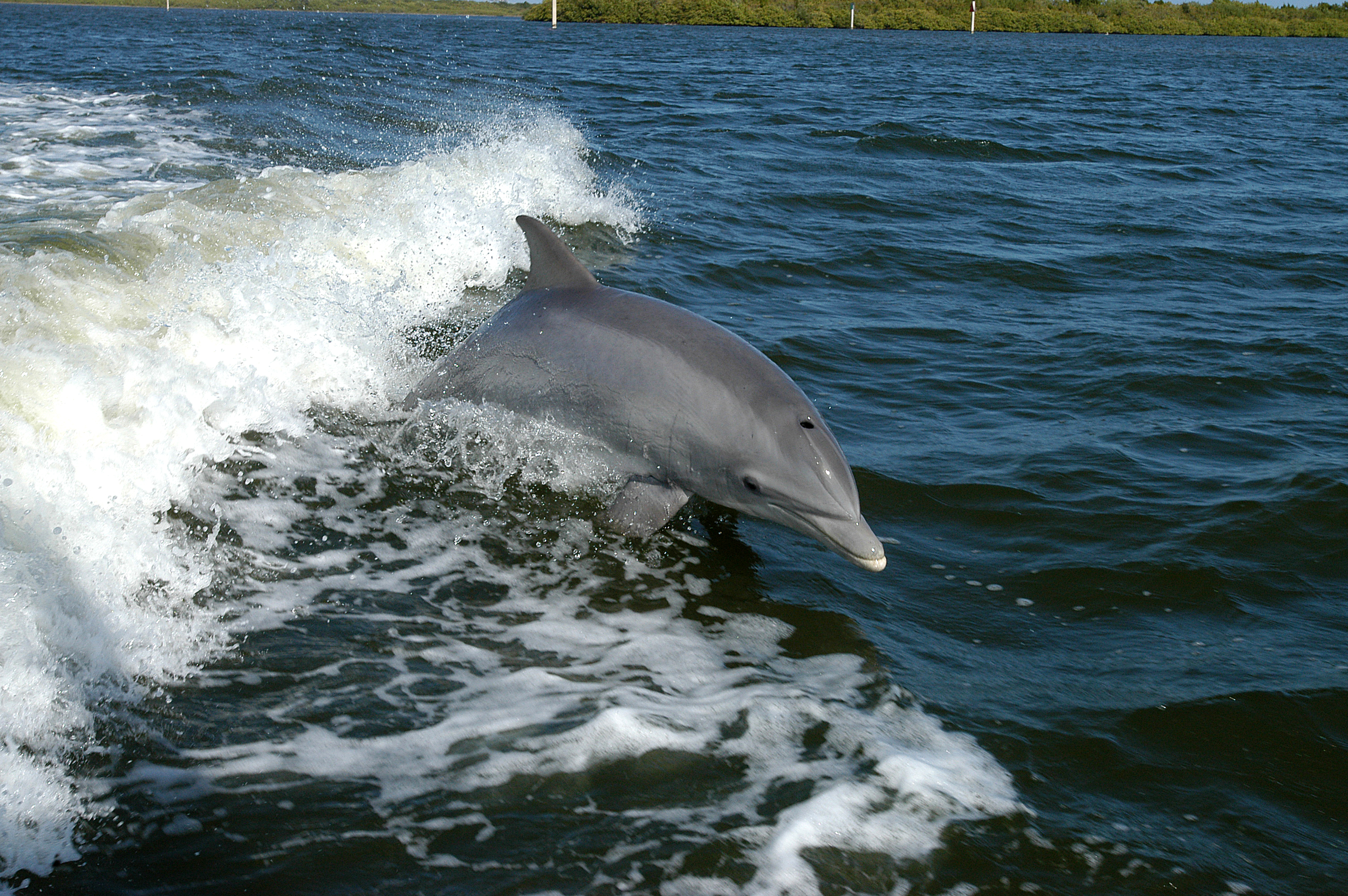
دلفین بینی‌بطری